# Thelypteris mombachensis
Thelypteris mombachensis là một loài thực vật có mạch trong họ Thelypteridaceae. Loài này được L.D. Gómez miêu tả khoa học đầu tiên năm 1982.